# Episodi di Grimm (prima stagione)
La prima stagione della serie televisiva Grimm è stata trasmessa in prima visione negli Stati Uniti d'America da NBC dal 28 ottobre 2011 al 18 maggio 2012. 
In Italia la stagione è stata trasmessa dal canale pay Steel, della piattaforma Mediaset Premium, dal 2 luglio al 26 novembre 2012. In chiaro viene invece trasmessa su Italia 2 a partire dal 10 aprile 2013.
| nº | Titolo originale          | Titolo italiano           | Prima TV USA     | Prima TV Italia   |
| -- | ------------------------- | ------------------------- | ---------------- | ----------------- |
| 1  | Pilot                     | Il segreto di Nick        | 28 ottobre 2011  | 2 luglio 2012     |
| 2  | Bears Will Be Bears       | Il clan degli orsi        | 4 novembre 2011  | 9 luglio 2012     |
| 3  | Beeware                   | L'ape regina              | 11 novembre 2011 | 16 luglio 2012    |
| 4  | Lonelyhearts              | Cuori solitari            | 18 novembre 2011 | 23 luglio 2012    |
| 5  | Danse Macabre             | Danza macabra             | 8 dicembre 2011  | 30 luglio 2012    |
| 6  | The Three Bad Wolves      | Tre lupi cattivi          | 9 dicembre 2011  | 6 agosto 2012     |
| 7  | Let Your Hair Down        | Sciogli i tuoi capelli    | 16 dicembre 2011 | 13 agosto 2012    |
| 8  | Game Ogre                 | La vendetta dell'orco     | 13 gennaio 2012  | 20 agosto 2012    |
| 9  | Mouse and Man             | Uomini e topi             | 20 gennaio 2012  | 27 agosto 2012    |
| 10 | Organ Grinder             | Ragazzi perduti           | 3 febbraio 2012  | 3 settembre 2012  |
| 11 | Tarantella                | Seduzione al veleno       | 10 febbraio 2012 | 10 settembre 2012 |
| 12 | Last Grimm Standing       | Combatti o muori          | 24 febbraio 2012 | 17 settembre 2012 |
| 13 | Three Coins in a Fuchsbau | Le due facce della moneta | 2 marzo 2012     | 24 settembre 2012 |
| 14 | Plumed Serpent            | Serpente piumato          | 9 marzo 2012     | 1º ottobre 2012   |
| 15 | Island of Dreams          | L'isola dei sogni         | 30 marzo 2012    | 8 ottobre 2012    |
| 16 | The Thing with Feathers   | L'uovo d'oro              | 6 aprile 2012    | 15 ottobre 2012   |
| 17 | Love Sick                 | Mal d'amore               | 13 aprile 2012   | 22 ottobre 2012   |
| 18 | Cat and Mouse             | Gatto e topo              | 20 aprile 2012   | 29 ottobre 2012   |
| 19 | Leave It to Beavers       | Il coraggio dei tassi     | 27 aprile 2012   | 5 novembre 2012   |
| 20 | Happily Ever Aftermath    | Le due figlie             | 4 maggio 2012    | 12 novembre 2012  |
| 21 | Big Feet                  | Piedi grossi              | 11 maggio 2012   | 19 novembre 2012  |
| 22 | Woman in Black            | La donna in nero          | 18 maggio 2012   | 26 novembre 2012  |

## Il segreto di Nick
- Titolo originale: Pilot
- Diretto da: Marc Buckland
- Scritto da: David Greenwalt, Jim Kouf e Stephen Carpenter (soggetto); David Greenwalt e Jim Kouf (sceneggiatura)

### Trama
Una studentessa sta facendo jogging nel bosco ascoltando musica su un iPod. Mentre si ferma per raccogliere una bambolina abbandonata da qualcuno sul ciglio del sentiero, viene aggredita da una creatura simile a un lupo. Intanto i detective Nick Burkhardt e Hank Griffin, della polizia di Portland nell'Oregon, stanno discutendo del proposito di Nick di proporre alla propria fidanzata Juliette di sposarlo. Ha infatti appena comprato un anello di fidanzamento. Nel frattempo, una bella ragazza bionda passa davanti ai due che la osservano ammirati e contemporaneamente il suo volto si trasforma in quello di una creatura non umana. Ma solo Nick se ne avvede. 
I due vengono chiamati per indagare sul caso della ragazza aggredita. Dopo aver fatto un sopralluogo sulla scena del crimine dove trovano la ragazza fatta a pezzi, i due detective tornano in centrale dove Nick assiste alla trasformazione in volto di un fermato. E ancora una volta Hank non si accorge di nulla. Quella sera stessa Nick torna a casa, dove vive con Juliette, pronto a dichiararsi, trovandola però in conversazione con sua zia Marie Kessler, la donna che lo ha cresciuto dai 12 anni, dopo la morte dei suoi genitori. Zia Marie è appena arrivata in città con una roulotte Airstream vintage al seguito. Nick apprende che la zia sta morendo di cancro al seno. Questa lo informa che lui è l'ultimo di una lunga serie di persone chiamate Grimm, in grado di vedere bestie simili a quelle descritte dai fratelli Grimm, di cui sono discendenti, nei loro racconti e che si celano sotto un aspetto apparentemente umano. Zia Marie consiglia Nick di lasciare Juliette perché troppo pericoloso. Poco dopo Marie viene aggredita e gravemente ferita da una Hukda, una Mietitrice, che le dà la caccia da tempo ma Nick riuscirà a ucciderla. È allora che Marie consegna al nipote una strana chiave raccomandandogli di proteggerla al costo della vita. Gli racconta della sua famiglia e gli comunica che tutto ciò che deve sapere è nella roulotte. Marie viene ricoverata. Quella sera stessa Nick vi si reca e la trova stracolma di armi antiche, libri e flaconi contenenti varie sostanze. Nick torna in ospedale per raccontare alla zia di aver già visto alcune delle creature di cui ha appena letto nei libri ma la trova in coma. 
Nick viene informato di un nuovo caso: una bambina indossante una felpa con cappuccio rosso è scomparsa nel bosco. Nick collega questo nuovo caso al primo. Seguendo un sentiero del bosco, il detective finisce per imbattersi nella casa di tale Eddie Monroe che vede trasformarsi in una sorta di lupo. Monroe viene arrestato per essere rilasciato subito dopo. Non convinto, Nick torna quella sera stessa da Monroe per spiarlo ma l'uomo se ne avvede e attacca Nick per poi offrirgli una birra in segno di pace. Monroe è un wesen (questo il nome delle creature descritte dai Grimm) e precisamente un wieder blutbad (un uomo lupo ma di una confessione riformata vegana). Monroe accetta di aiutare Nick e sfruttando il suo potente odorato lo conduce in una capanna nel bosco. Qui giunto, però, Monroe inizia a trasformarsi suo malgrado e va via per non cadere in tentazione. Nick chiama allora Hank e lo convince a bussare alla porta della capanna. L'uomo che apre è un postino di nome Erroll Ditmarsch con l'hobby del ricamo. Dopo una rapida vana perquisizione i due detective vanno via solo per realizzare secondi dopo che l'uomo, accogliendoli, canticchiava la stessa canzone che la prima ragazza scomparsa ascoltava al momento dell'aggressione (Sweet dreams). Le luci in casa si spengono. I due rientrano armi in pugno. Ditmarsch aggredisce Hank e poi fugge all'aperto. Hank gli spara alla schiena e lo uccide. Nick scopre una botola e scendendo trova la bambina scomparsa.
- Novella ispiratrice: Cappuccetto Rosso
- Creature: Blutbaden
- Guest star: Tim Bagley (Postino), Claire Coffee (Adalind Schade), Ayanna Berkshire (Dott.ssa Rose), Joy Flatz (Sylvie Oster), Sophia Mitri Schloss (Robin Howell), Julie Vhay (Mamma di Robin), Kate Burton (Zia Marie Kessler)
- Citazione d'apertura: "The wolf thought to himself, what a tender young creature. What a nice plump mouthful..." The Brothers Grimm 1812
 "Il lupo pensò fra sé e sé: Che tenera, giovane creatura. Che boccone prelibato..."

## Il clan degli orsi
- Titolo originale: Bears Will Be Bears
- Diretto da: Norberto Barba
- Scritto da: David Greenwalt e Jim Kouf

### Trama
Una coppia di ragazzi si introduce in una casa borghese per passare la serata in modo diverso ma, durante la loro permanenza, qualcosa va storto: i proprietari infatti, tornano. La ragazza, Gilda, riesce a fuggire saltando dalla finestra, mentre il ragazzo, Rocky, viene catturato. Intanto, in ospedale, Nick riesce a impedire che una Hexenbiest, Adalind Shade, uccida zia Marie, ma nel farlo la donna inietta a lui, la neurotossina PhTx3, che lo manda temporaneamente in coma. Nick e Hank cercano di scoprire l'identità della donna dalle telecamere di sorveglianza, insieme al capitano Renard, che è complice della donna, senza riuscirci. Intanto i due vengono informati dell'effrazione dal sergente Wu. Interrogano prima Gilda che ammette il reato e poi i proprietari, Frank e Diane Rabe, che Nick scopre essere Jägerbären. Viene intanto rivelato che Rocky è trattenuto bendato in una grotta da tre ragazzi. Marie convoca il nipote in ospedale e gli comunica che lui fa parte di un'antica famiglia, i Grimm destinata a proteggere l'umanità dai Wesen e che una società segreta vuole eliminarli. Gli impone di non far fare entrare nessuno nella sua roulotte dove sono conservati secoli di segreti sui Grimm e sui Wesen. Nick si reca nella roulotte e, tra gli altri oggetti scopre un artiglio tedesco alto medievale usato in alcuni riti di passaggio degli Jägerbären. Uno stesso oggetto aveva visto in una teca a casa Rabe. È Monroe a spiegare a Nick che l'artiglio viene usato durante il "Rohatz", un rito di passaggio in cui i maschi diciottenni Jägerbären festeggiano cacciando altro Wesen. Intanto Renard toglie i due poliziotti di piantone a Marie per facilitare la sua eliminazione. Nick chiede a Monroe di sorvegliarla e l'amico accetta con grande riluttanza. La salva dall'attacco di due uomini, dei quali uno rimane senza un braccio. Nick torna dai Rabe e fa saper loro di essere a conoscenza del loro status e del Rohatz. Frank nega ma Diane no. Intanto Hank trova nascosta nel bosco l'auto di Gilda che, tornata a cercare Rocky in casa Rabe è stata anch'essa catturata. Frank decide di aiutare Nick e lo porta alla caverna. I ragazzi Jägerbären, di cui uno, Barry, è figlio dei Rabe, Rocky e Gilda sono già nel bosco, i primi tre in pieno Rohatz a inseguire i secondi. Nick li affronta e mentre li arresta, sulla scena irrompe Diane, in forma di orsa, che però cade in una trappola di con pali acuminati sul fondo, restando ferita. Intanto Marie subisce il terzo attentato per mano di un prete che cerca di ucciderla con un bisturi, ma con un residuo di volontà la donna, malata terminale di cancro, uccide l'uomo con lo stesso bisturi. Nick giunge ad abbracciare la zia mentre questa muore ricordandogli il suo destino e lo scopo della sua vita. L'episodio si chiude con Nick e Juliette al cimitero davanti alla tomba di Marie, spiati da dietro un albero da un Wesen. 
- Novella ispiratrice: La storia dei tre orsi
- Creature: Jägerbär, Hexenbiest
- Guest star: Currie Graham (Frank Rabe), Amy Gumenick (Gilda Darner), Claire Coffee (Adalind Schade), Parker Bagley (Barry Rabe), Ayanna Berkshire (Dott.ssa Rose), Alexander Mendeluk (Rocky Babb), Kate Burton (Zia Marie Kessler)
- Citazione d'apertura: "She looked in the window, and then peeped through the keyhole; seeing nobody in the house, she lifted the latch." 
"Guardò attraverso la finestra e poi sbirciò dal buco della serratura; non vedendo nessuno in casa sollevò il chiavistello."

## L'ape regina
- Titolo originale: Beeware
- Diretto da: Darnell Martin
- Scritto da: Cameron Litvack e Thania St. John

### Trama
Su un autobus un flash mob apparentemente innocente, risulta essere il mascheramento per un omicidio: una giovane avvocatessa viene trovata morta dal conducente. Sul posto, arrivano Nick ed Hank che sospettano subito di una reazione allergica nella vittima: l'autopsia però, mostrerà si una reazione allergica ma a causa di una quantità eccessiva di veleno di api nel corpo. Interrogate le persone coinvolte nel flash mob Nick nota che due uomini vanno in woge; fa delle indagini tramite la sua personale biblioteca e comincia a sospettare di creature chiamate "Mellifer": all'interno della società wesen esse svolgono sono incaricate di mandare chiamate di avvertimento per altri wesen, utilizzando i principali social network. La sua teoria viene poi confermata quando, insieme ad Hank, dopo aver seguito uno dei sospettati, lo vede parlare con una donna misteriosa. Nick e Hank, poiché attaccati da tantissime api, non riescono a seguire nessuno; il Grimm quella stessa notte, con l'aiuto di Monroe, scopre che la fabbrica dove ha avuto luogo l'incontro apparteneva a Melissa Wincroft. Risalendo al suo indirizzo Nick trova la casa della donna piena di miele e alveari. Il mattino seguente è trovata morta una collega della prima vittima, anche lei aveva lavorata al medesimo caso riguardante la ditta di Melissa e una Hexenbiest, proprio come A. Schade. Con una trappola i poliziotti riescono a far in modo che uno degli uomini coinvolti con il primo flash mob mandi un messaggio all'ape regina: "loro non sanno A.D."; un chiaro invito ad attaccare Adalind. Di conseguenza Burkhardt si trova costretto a proteggere la donna che aveva tentato di uccidere sua zia. L'hexenbiest si incontra di nascosto con il Capitan Renard. Inizialmente Renard e Adalind non sono sicuri che sia stata riconosciuta, poiché ,nonostante le domande del suo capitano, Nick nega di aver mai visto la donna. In casa da soli, però, il detective rivela all'avvocatessa non solo di sapere cosa ha fatto, ma anche cosa è. In un momento di distrazione da parte di Hank e Nick a causa di alcune api la giovane donna viene rapita. Andando nel seminterrato Nick segue l'ape regina che gli rivela che le hexenbiests volevano impedir loro di avvisare il Grimm di qualcosa/qualcuno di terribile in arrivo per lui. Dopo un combattimento proprio con la Mellifer, Nick la uccide salvando così Hank, accorso in aiuto della hexenbiest.
- Novella ispiratrice: L'ape regina
- Creature: Mellifer, Hexenbiest
- Guest star: Nana Visitor (Melissa Wincroft), Claire Coffee (Adalind Schade), Sharon Sachs (Dott.ssa Harper), Mary Ann Jarou (Serena Dunbrook), Shelly Lipkin (Harrison Berman), Linn Bjornland (Camilla Gotlieb), Michael J. Prosser (Elliot Spinella), Stephen Lange (John Coleman)
- Citazione d'apertura: "She'll sting you one day. Oh, ever so gently, so you hardly even feel it. 'Til you fall dead."
 "Ti pungerà, un giorno, oh, con tanta delicatezza che neanche lo sentirai... finché morto non cadrai."

## Cuori solitari
- Titolo originale: Lonelyhearts
- Diretto da: Michael Waxman
- Scritto da: Alan DiFiore e Dan E. Fesman

### Trama
La morte e la scomparsa di varie donne, porta Nick ed Hank alla ricerca del colpevole. I due arrivano ad un albergo in città dove Nick, riconosce nel proprietario un Ziegevolk. Mandando Monroe a scoprirne qualcosa in più, Nick ottiene così la certezza della sua colpevolezza e così, insieme ad Hank torna a casa sua dove trova le donne scomparse. Nel cercare di rincorrere l'uomo però, Hank e Nick non riescono a raggiungerlo e l'uomo riesce a scappare, venendo però poi investito.
- Novella ispiratrice: Barbablù
- Creature: Ziegevolk (o Bluebeards)
- Guest star: Patrick Fischler (Billy Capra), Sharon Sachs (Dott.ssa Harper), Henri Lubatti (Slivitch), Haley Talbot (Lisa), Bevin Kaye (Faith Collins)
- Citazione d'apertura: "There she paused for a while thinking... but the temptation was so great that she could not conquer it."
"Lì ella sostò per un po' a riflettere... ma la tentazione era così grande che non riuscì a dominarla."

## Danza macabra
- Titolo originale: Danse Macabre
- Diretto da: David Solomon
- Scritto da: David Greenwalt e Jim Kouf

### Trama
Dopo una serata passata a praticare con i suoi alunni Macabre Danse, un professore è pronto a tornare a casa; salito in macchina viene, però, aggredito da topi che se lo mangiano vivo. L'uomo viene ritrovato il mattino seguente da una collega. Dopo aver interrogato i quattro ragazzi i sospetti ricadono su Roddy, un ragazzo sospeso dalla scuola per rissa, il cui padre è un disinfestatore. Nick, recandosi a casa dal ragazzo, scopre che lui e suo padre sono dei Reinigen ma che, in realtà, non c'entra niente con la morte dell'uomo in quanto le gabbie trovate vicino alla macchina del profesosee erano state rubate due giorni prima e il ragazzo ha un alibi di ferro: è infatti un grande DJ che, quella sera, stava facendo un concerto. Mentre il figlio è scagionato il padre rimabe sotto custodia. Roddy sconvolto va a confrontarsi con Sara. Così, i sospetti, ricadono nuovamente sul restante gruppo di musica. Intanto Adalind riesce ad incastrare Hank in un appuntamento.
La sera, mentre Monroe si reca da Roddy per fargli capire che può superare il suo malessere, i ragazzi vengono invitati dal DJ ad un rave e, fan del ragazzo, corrono da lui dove, la ragazza del gruppo scopre che ad uccidere il professore è stato il suo ragazzo con l'aiuto di un amico loro ma, nonostante ciò, decide di andare con loro.( I poliziotti nel frattempo grazie ad alcuni campioni rinvenuti nello stomaco dei topi hanno scoperto il colpevole. )Qui però, Roddy prova ad ucciderli grazie ai suoi topi ma, solo grazie all'arrivo di Nick ed Hank i ragazzi si salvano e vengono arrestati e Roddy riesce a fuggire. (Roddy non viene arrestato invece)
Nick capisce che la sua presenza è fondamentale per mantenere l'equilibrio e che comincia a impaurire le creature.
- Novella ispiratrice: Il pifferaio di Hamelin
- Creature: Reinigen, Eisbiber
- Guest star: Claire Coffee (Adalind Schade), Nick Thurston (Roddy Geiger), Sharon Sachs (Dott.ssa Harper), Judith Hoag (Mrs. Jessup), Amelia Rose Blaire (Sarah Jessup), Danny Belrose (Sammy)
- Citazione d'apertura: "Out they scampered from doors, windows, and gutters, rats of every size, all after the piper." 
"Sbucavano da porte, finestre, fessure, topi bianchi e topi neri, grassi e magri, tutti dietro al suono del pifferaio..."

## Tre lupi cattivi
- Titolo originale: The Three Bad Wolves
- Diretto da: Clark Mathis
- Scritto da: Naren Shankar e Sarah Goldfinger

### Trama
Nick ed Hank indagano sull'incendio della casa di Hap il quale, miracolosamente, si è salvato. Indagando, i detective scoprono che recentemente il fratello della vittima è morto in circostanze simili e così, cominciano a sospettare si tratti di un attentato alla vita dell'uomo. Avendo capito che Hap è un Blutbad, Nick lo porta da Monroe il quale poi, incontra Angelina, la sorella di Hap, nonché sua ex fiamma. Passata la notte fuori insieme, i due tornano a casa dove Hap è stato ucciso. Le indagini ora riguardano anche quest'ennesimo omicidio del quale Angelina vuole vendetta, sospettando già di un Bauerschwein, facente parte della polizia. Considerando i sospetti di Angelina, Nick indaga su questa pista scoprendo che la ragazza ha ragione e, arrivando in tempo, riesce ad evitare un disastro portando però la ragazza a scappare e all'arresto di un collega.
- Novella ispiratrice: I tre porcellini
- Creature: Blutbaden, Bauerschwein
- Guest star: Brad William Henke (Hap Lasser), Jaime Ray Newman (Angelina Lasser), Daniel Roebuck (Tenente Peter Orson), Jack Sneed (Ufficiale), Matt Dotson (Ufficiale #2)
- Citazione d'apertura: "Little pig, little pig, let me come in," said the wolf to the pig. "Not by the hair of my chinny chin chin," said the pig to the wolf.
"Porcellino, porcellino, fammi entrare," disse il lupo al maiale. ""Porcellino, porcellino, fammi entrare," disse il lupo al porcellino. "Neanche per il ricciolo del mio codino," rispose al lupo il porcellino.

## Sciogli i tuoi capelli
- Titolo originale: Let Your Hair Down
- Diretto da: Holly Dale
- Scritto da: Sarah Goldfinger e Naren Shankar

### Trama
Il caso di un omicidio nella foresta porta Nick ed Hank a riaprire un vecchio caso della scomparsa di una ragazza. Pensando che nell'omicidio sia implicato un Wesen, Nick chiede aiuto a Monroe il quale, seguendo l'odore, riesce a rintracciare la creatura che si rivela essere proprio la ragazza scomparsa anni addietro e che, in quanto blutbad, è riuscita a vivere nel bosco per anni mantenendo la propria indole selvaggia di Wesen. Trovata la ragazza e dopo averla curata e salvata dai fratelli della vittima, uccisa per legittima difesa, Hank la riporta a casa dalla madre che, dopo anni, riesce a riabbracciare la sua bambina.
- Novella ispiratrice: Raperonzolo
- Creature: Blutbad, Gefrierengeber
- Guest star: Claudia Christian (Mrs. Clark), Ted Rooney (James Addison), Anna Lieberman (Lauren), Mike Dunay (Dustin), Drew Barrios (Delmar Blake), Mary Jon Nelson (Holly Clark), Robert McKeehen (Agente della DEA Langford)
- Citazione d'apertura: "The enchantress was so hard-hearted that she banished the poor girl to a wilderness, where she had to live in a miserable, wretched state." 
"L'incantatrice fu talmente spietata che bandì la povera ragazza nella foresta dove dovette vivere in uno stato triste e sconsolato."

## La vendetta dell'orco
- Titolo originale: Game Ogre
- Diretto da: Terrence O'Hara
- Scritto da: Cameron Litvack e Thania St. John

### Trama
Il seguirsi di omicidi di un giudice, di un avvocato e di un membro della giuria, porta Hank a capire che si tratta di una vendetta premeditata da Stark, un killer che, anni prima, lui stesso aveva arrestato. Preoccupato per la sua incolumità, il capitano Renard decide di far rimanere Hank in commissariato mentre a casa, Nick viene attaccato proprio da Stark, riconoscendo in lui un Siegbarste. Ricoverato in ospedale, Nick chiede aiuto a Monroe il quale, per la prima volta entra nella roulotte dell'amico e, seguendo Hank che ha deciso di fare da esca per l'uomo, riesce a salvarlo e ad uccidere l'orco.
I proiettili estratti dal corpo dell'uomo, insospettiscono il capitan Renard.
- Novella ispiratrice: Jack e la pianta di fagioli
- Creature: Siegbarste
- Guest star: Eric Edelstein (Oleg Stark)
- Citazione d'apertura: "Fee fi fo fum... I smell the blood of an Englishman..."
"Ucci, ucci, sento odor di cristianucci..."

## Uomini e topi
- Titolo originale: Of Mouse and Man
- Diretto da: Omar Madha
- Scritto da: Alan DiFiore e Dan E. Fesman

### Trama
Un uomo scende nel garage di una palazzina con un coltello in mano, seguendo qualcuno che vuole punire. Pochi minuti dopo viene ucciso dietro un'auto con un cacciavite in gola. Il morto che ha assunto le fattezze di un uomo anziano viene trascinato per i piedi dall'assassino fino a un cassonetto e gettato dentro. Il cadavere viene ritrovato nell'autoimpattatore, qualche ora dopo. Nick, Hank e Wu intervengono sul posto. I primi due tornano a controllare a ritroso tutti i cassonetti del percorso dell'autocompattatore, trovandone uno sporco di sangue. La traccia di sangue porta al garage. Interrogando il portiere i due scoprono che il morto, Leonard Drake, era un bullo e malvisto da tutti. La sera dell'omicidio aveva litigato con due vicini, Mason Snyder e Martin Burgess, intervenuti per impedire che picchiasse per l'ennesima volta la sua ragazza Natalie. I detective interrogano la ragazza in Centrale che confessa di essere vittima di violenze da parte di Leonard e che quella sera era stata difesa da Martin e Mason. I detective si recano al negozio di rigattiere di Martin per interrogarlo. La sua testimonianza coincide con quella di Natalie ma mentre risponde va in woge assumendo le fattezze di un topo. Martin è infatti un maushertz. Successivamente vanno a trovare Mason, avvocato che si occupa di infortuni. Anche lui conferma la versione già ascoltata e mentre risponde a una telefonata va anch'egli in woge assumendo le fattezze di un serpente. Mason è infatti un lausenschlange. Altrove Juliette torna a casa e scopre che da un pickup parcheggiato fuori casa sua una donna scatta foto dell'abitazione. Juliette esce ma la donna fugge col pickup. La sera Nick va a cercare nei libri di zia Marie notizie su maushertz e lausenschlange, poi va a discuterne con Monroe. Mentre si trova lì Eddie riceve un'offerta di lavoro: riparare l'orologio di un campanile. Nick lo lascia e torna a casa. La scena cambia. All'interno di un'officina il meccanico caccia malamente qualcuno che gli sta di fronte. Questi raccoglie una chiave inglese e uccide il meccanico il cui volto ha assunto le fattezze dello stesso uomo anziano ucciso la prima volta. Anche questo finisce in un cassonetto. Monroe intanto si reca all'appuntamento ma viene duramente picchiato da tre wesen. Al risveglio il cofano del suo Maggiolino beige è stato deturpato col disegno di una falce tracciata col sangue. Martin va a trovare Natalie di cui è segretamente innamorato, e la trova che sta traslocando aiutata da Mason. Quest'ultimo minaccia Martin umiliandolo. Nick e Hank vanno a perquisire l'appartamento di Martin, che vive con l'anziano padre, là i due scoprono che il vecchio è morto da almeno un paio di giorni. L'uomo ha le fattezze dei due morti ammazzati! Martin va intanto allo studio di Mason per intimargli di lasciare in pace Natalie ma Mason lo umilia ancora. Entrambi vanno in woge. In un impeto di collera Martin raccoglie un pesante oggetto e colpisce alla testa ripetutamente Mason in cui vede le fattezze del padre,uccidendolo. Gli ruba l'auto, una Camaro rossa fiammante, con cui porta Natalie a cena. Al ristorante Martin picchia un avventore che rimprovera il figlioletto ed è costretto ad andar via con Natalie. Mentre esce nota che tutti i clienti maschi del ristorante hanno assunto le fattezze del padre. Sempre più esaltato, a folle velocità, vuol portare la ragazza nel proprio negozio, ignorando le proteste di lei e inseguito dalla polizia. Raggiunto, viene arrestato da Nick a cui piangendo confessa che il padre gli ha rovinato la vita. Nick torna da Juliette e poi raggiunge Monroe che gli confessa di essere stato aggredito dai Mietitori (wesen nemici dei Grimm) a causa della sua amicizia con un Grimm. Nick gli dice che non gli chiederà più aiuto ma l'amico gli confessa di non volersi fare intimidire. Ma continuerà ad aiutarlo per sovvertire lo status quo.
- Novella ispiratrice: Uomini e topi
- Creature: Lausenschlange, Maushertz, Mietitori di Grimm
- Guest star: Amanda Walsh (Natalie Havershaw), Fred Koehler (Martin Burgess)
- Citazione d'apertura: "I am impelled not to squeak like a grateful and frightened mouse, but to roar..."
"Sono costretto a non squittire come un topo riconoscente e spaventato, ma a ruggire..."

## Ragazzi perduti
- Titolo originale: Organ Grinder
- Diretto da: Clark Mathis
- Scritto da: Akela Cooper e Spiro Skentzos

### Trama
Due ragazzi fuggono rincorsi da strane figure in un bosco, uno è catturato mentre l'altro cade nel fiume. Nick ed Hank indagano sulla morte del ragazzo che, dopo i risultati del coroner, risulta essere annegato a causa del poco sangue nel suo corpo. Grazie a una collana di conchiglie rinvenuta su Steve le ricerche sull'assassino del ragazzo, portano i due detective da Hansen e Gracie, due fratelli senzatetto amici della vittima. I ragazzi danno alcune indicazioni riguardo alla vita della vittima che porta i due detective ad un clinica gratuita dove però non scoprono niente di nuovo a parte il fatto che Steve aveva trovato lavoro. Nick e il suo collega vengono chiamati per un incidente: il caso di lavoro in nero sembra in realtà traffico di organi umani; inoltre il conducente è un wesen presumibilmente morto anni fa. Nick intanto, grazie all'aiuto di Monroe, scopre che dietro tutto c'è un traffico di organi umani per mano dei Geier: gliorgani umani pe ri Wesen sono ottimi ingredienti per vari rimedine infusi. Sempre per il merito di Monroe Nick scopre il "punto vendita" dei trafficanti; si reca nell'erboristeria e si procura un campione da analizzare per il detective. Ritorna dall'erborista e minacciandolo ottiene il numero con cui contattava i trafficanti, tramite esso risale ad un indirizzo. La sera il Grimm decide di andare con Juliette a cena fuori con i due ragazzi i quali specificano all'uomo che, sia la vittima sia un loro altro amico scomparso, furono presi per un lavoro e portati via da un furgone bianco. L'indomani a causa della febbre di Gracie i due vanno in clinica dove la ragazza racconta alla dottoressa Levine della cena con il detective. Intanto per merito dei tabulati telefonici del conducente morto i poliziotti risalgono a un luogo possibile ( lo stesso che Nick aveva scoperto grazie al Fuchsbau). Arrivati sul posto Nick scopre il coinvolgimento della clinica. Quella sera Gracie e Hanson sono presi dal camion e portati via.
Riusciti a risalire al nascondiglio degli uomini che prendevano le loro vittime in ospedale, Nick, Hank e Renard riescono anche a salvare Hensen e Gracie e tanti altri ragazzi e a far smettere quell'atrocità di traffico.
Renard riceve intanto una chiamata dai mietitori che gli dicono di occuparsi di Nick, o lo faranno loro.
Nick, parlando con Monroe, gli confessa di essere combattuto e non sapere se raccontare o meno tutta la verità a Juliette.
- Novella ispiratrice: Hänsel e Gretel
- Creature: Geier, Fuchsbau
- Guest star: Valerie Cruz (Dott.ssa Levine), Sharon Sachs (Dott.ssa Harper), Daryl Sabara (Hanson), Hannah Marks (Gracie)
- Citazione d'apertura: "We shall see the crumbs of bread... and they will show us our way home again." 
"Vedremo le briciole di pane e con esse ritroveremo la via di casa."

## Seduzione al veleno
- Titolo originale: Tarantella
- Diretto da: Peter Werner
- Scritto da: Alan DiFiore e Dan E. Fesman

### Trama
Nick ed Hank indagano sulla morte di un uomo che, nell'arco di una notte, appare mummificato. Dalle analisi del coroner, risulta che tutti gli organi interni dell'uomo siano stati prosciugati. Aiutato da Monroe e dai libri della zia e dei suoi antenati, Nick scopre si tratti di una Spinnetod e, grazie all'aiuto di un'amica di Monroe, Spinnetod anch'ella, scopre che il rito degli omicidi non è concluso.
Intanto, la donna spinnetod regala uno dei suoi cimeli presi dalla scena del crimine al marito. Proprio a causa di questo dettaglio, Nick entra in contatto diretto con l'uomo, spinnetod anche lui, e riesce a studiare meglio anche la donna. Riuscendo ad incastrarla per gli omicidi a causa di un'impronta, Nick ed Hank riescono a trovarla e ad evitare l'ennesimo omicidio, causando però anche la morte della donna stessa. Riprendendo la figlia della coppia per portarla al sicuro, Nick scopre che anche lei è una Spinnetod.
Per paura di attacchi a lui e a Juliette, Nick decide di presentarsi dai vicini per informarli che, pur essendo un Grimm, non vuole uccidere nessuno.
- Novella ispiratrice: Jorōgumo (storia tratta dal folclore giapponese)
- Creature: Spinnetod
- Guest star: Amy Acker (Lena), Nicholas Gonzalez (Ryan Showalter), Sharon Sachs (Dott.ssa Harper), Robert Blanche (Serg. Franco), RJ Belles (Aaron), Danny Bruno (Bud), Michelle Damis (Cindy), Shannon Day (Marta)
- Citazione d'apertura: "Instantly, the priestess changed into a monstrous goblin-spider and the warrior found himself caught fast in her web."
"La sacerdotessa si trasformò istantaneamente in un mostruoso ragno-goblin e in un attimo il guerriero si ritrovò intrappolato nella sua ragnatela."

## Combatti o muori
- Titolo originale: Last Grimm Standing
- Diretto da: Michael Watkins
- Scritto da: Cameron Litvack e Thania St. John (soggetto); Naren Shankar e Sarah Goldfinger (sceneggiatura)

### Trama
Un'anziana coppia che vive in mezzo al bosco viene sbranata da un wesen che "finito il pasto" viene catturato da strani figure a cavallo. Alcune impronte rinvenute nella scena del crimine conducono Nick ed Hank a Dimitri Skontos, un ragazzo uscito di prigione da poco sotto la custodia di Leo Taymor, che benché non l'abbia visto per una settimana non ha dichiarato nulla. Indagando sulla scomparsa del ragazzo, i detectives arrivano alla palestra di suo zio dove lavorava; anche l'uomo dichiara di non vedere il nipote da un paio di giorni. Un amico di Dimitri mostra ai poliziotti una zona dove i ragazzi della palestra sono soliti correre, lì i detectives trovano sterco di cavallo poco dopo, mentre Nick e Hank sono chiamati per la macchina abbandonata si Dimitri, l'amico viene catturato dagli uomini a cavallo. Durante le ricerche, Hank e Nick scoprono un capanno abbandonato con all'interno delle strane incisioni in latino e molto sangue, una strana figura li osserva, ma riesce a scappare dai poliziotti. Grazie anche all'aiuto di Renard, Nick ed Hank cominciano ad ipotizzare la presenza di scontri all'interno del capanno e Nick, grazie all'aiuto di Monroe, ha la conferma di ciò.
Renard intanto, si reca da Taymor (i due avevano un accordo e Dimitri oltre ad essersi esposto con i due omicidi non era nella lista fornita a Taynor da Renard) il quale, dopo essere stato minacciato, sfida l'uomo dicendogli che ormai anche lui è coinvolto negli scontri.
Riuscendo a scoprire dove si terrà lo scontro, Monroe si reca al posto dell'appuntamento mentre Hank scopre a casa di Taymor un vero arsenale. Monroe, al telefono con Nick, viene catturato dagli uomini di Taymor e portato all'interno del capanno per combattere. Subito Nick accorre in soccorso dell'amico ma, quando arriva, l'uomo sta rischiando di morire per mano proprio di Dimitri. Per evitare di far uccidere l'amico, Nick decide di entrare nella gabbia e combattere: l'agente sta avendo la meglio quando però Taymor apre le gabbie. Fortunatamente, l'arrivo di Hank evita il peggio.
Renard, decide insieme ad un suo alleato di uccidere Taymor, ormai fuori controllo.
Chiuso il caso, Nick corre a casa da Juliette per il loro anniversario ma ormai è tardi e la ragazza, dopo aver trovato l'anello, lo fissa dispiaciuta.
- Novella ispiratrice: Androclo e il leone
- Creature: Dickfellig, Lowen, Wesen, Skalenzahne
- Guest star: Nick Chinlund (Leo Taymor), BJ Britt (Bryan), Robert Blanche (Serg. Franco), Allen Nause (Ed Weller), Sharva Maynard (Lois Weller), Jeremiah Washburn (Dimitri Skontos), Ron Wright (Clement), Todd Tolces (Gus Pappas), John Dewar (Sauly), Garland Lyons (Prete)
- Citazione d'apertura: "The beasts were loosed into the arena, and among them, a beast of huge bulk and ferocious aspect. Then the slave was cast in."
"Le bestie vennero liberate nell'arena e fra di loro una di enormi dimensioni e feroce aspetto. Poi fu spinto dentro lo schiavo."

## Le due facce della moneta
- Titolo originale: Three Coins in a Fuchsbau
- Diretto da: Norberto Barba
- Scritto da: David Greenwalt e Jim Kouf

### Trama
Un gioielliere sta chiudendo il suo negozio quando, tre uomini, irrompono per derubarlo. L'uomo subito corre nel caveau dove, tra tanti gioielli, protegge tre monete prima di essere ucciso. Sulla scena del crimine accorrono Nick ed Hank ignari del fatto che, uno dei tre ladri, dopo aver controllato e visto che le tre monete non erano tra la refurtiva, si è ripresentato sul luogo del delitto. Nick però, vede l'uomo e, in lui, riconosce uno Schakalen.
Tornato a casa, il ladro trova i corpi dei suoi due complici senza vita e, nella casa, trova una sua vecchia conoscenza, uno Steinadler, che come lui, vuole le tre monete.
Nick ed Hank intanto, si recano dalla Parker all'obitorio la quale, dopo aver eseguito l'autopsia sul corpo del gioielliere, ha trovato nel suo stomaco le tre monete che Hank prende in custodia (toccandole). Tornato al commissariato, grazie a Nick che ha notato il ladro sulla scena del crimine, riescono a rintracciare il ladro e, arrivati a casa sua, catturano lo Steinadler mentre il ladro riesce a fuggire. Notando uno strano comportamento da parte di Hank, Nick prova a calmarlo rientrando in commissariato. Qui, dopo aver fatto rapporto a Renard, Hank gli consegna le monete e viene allontanato per farlo calmare. Rimasto solo, Renard fa una chiamata per informare di avere tra le mani le monete di Zakynthos.
Nick decide di andare a parlare con Farley Colt, lo Steinadler, il quale, cercando di dimostrare la sua innocenza, racconta a Nick la storia delle monete le quali, di secolo in secolo, hanno avuto il potere di influenzare il comportamento degli uomini. Durante la loro discussione, Farley dà a Nick il nome del ladro, Soledad Marquesa, ora diventato il ricercato numero uno. Prima di chiudere la discussione, Farley racconta a Nick di come, diciotto anni prima, era innamorato con una Grimm( gli unici in grado di possedere le monete senza essere influenzati dalle monete) e di come non abbia funzionato tra loro poichéla donna doveva prendersi cura del figlio della sorella, assassinata per le monete. La sera, sconvolto dalle parole dell'uomo che ricollegano Nick alla morte dei genitori, chiede aiuto a Juliette che, per Nick, fa ricerche riguardo ai fatti raccontati dall'uomo.
Nick intanto, si reca nella sua roulotte dove, con l'aiuto di Monroe, riesce a tradurre dei testi riguardo agli Schakalen e agli Steinard.
Nello stesso momento, Parker viene aggredita da Soledad che vuole sapere delle monete.
L'indomani, mentre Soledad riesce ad intrufolarsi al commissariato, dopo aver ucciso e rubato la divisa ad un uomo, Nick ed Hank arrivano nella camera d'albergo di Farley dove non trovano nulla se non alcuni documenti che riguardano il potere delle monete di influenzare le persone. In commissariato, Nick scopre che Renard non ha riconsegnato le monete tra le prove del delitto e, nello stesso istante, sotto la loro influenza, l'uomo indice una conferenza stampa per ottenere più successo possibile. Per cercare aiuto, Nick torna da Farley al quale comunica che, la donna che amava, era sua zia e, di contro, l'uomo gli confessa che la morte dei suoi genitori fu causata da diverse persone, tra cui Soledad. Tornati da Hank, i tre corrono dietro a Renard che, pompo di potere, non si accorge di essere pedinato da Soledad. Giunti in tempo, Nick ed Hank riescono a salvare Renard al quale Farley toglie le monete e, durante lo scontro, i due agenti uccidono Soledad, prima che possa dare spiegazioni a Nick. Chiuso il caso, Nick torna in camera da Farley dove riesce a prendergli le monete e a metterle al sicuro. Spinto dalla curiosità, Nick guarda un video trovato in camera di Farley nel quale c'è un discorso di Hitler. Guardandolo, Nick rimane sconvolto quando scopre che Hitler era uno Blutbad.
- Novella ispiratrice: Il ladro maestro
- Creature: Schakalen, Steinadler
- Guest star: Titus Welliver (Farley Kolt), Sharon Sachs (Dott.ssa Harper), Jordi Caballero (Soledad Marquesa), Alan Smyth (Ian Flynn), Brian Sutherland (Hans Roth)
- Citazione d'apertura: "For me there are neither locks nor bolts, whatsoever I desire is mine."
"Per me non c'è lucchetto o serratura che tenga, ciò che desidero diventa mio."

## Serpente piumato
- Titolo originale: Plumed Serpent
- Diretto da: Steven DePaul
- Scritto da: Alan DiFiore e Dan E. Fesman

### Trama
Due ladri di rame stanno per mettere a segno il loro ennesimo colpo quando però, entrando nella fabbrica, trovano un uomo e, prima di poterlo vedere, finiscono per morire carbonizzati a causa di quest'ultimo che, in realtà, è un Daemonfeuer (Ardèmone). In strada, un uomo rischia di investire proprio l'assassino.
Sulla scena del crimine, si presentano Nick e Hank che, grazie a Jordan (l'esperto di incendi), riescono a risalire a Fred Eberhart, un uomo del quale però, non si hanno notizie. Così, approfittando della vicinanza con casa sua, Nick si reca nel locale dove lavora Ariel, figlia di Fred. Qui, Nick incontra Monroe che confida all'amico che Ariel è, in realtà, un Ardèmone come suo padre, una sorta di drago. Finito il suo spettacolo, Nick incontra la ragazza la quale però, nega di sapere dove fosse suo padre e, poco dopo, assale Nick baciandolo per poi seguirlo fino a casa. Poco dopo, la ragazza si reca in una sorta di grotta dove si nasconde il padre.
Intanto Nick, fa le sue ricerche sulle creature tramite i libri della discendenza Grimm.
L'indomani, di nuovo Fred si reca sul luogo dell'incendio dove però, non miete nuove vittime. La sera, Nick si reca con Hank a casa di Ariel in quanto la ragazza è disposta a collaborare con loro per cercare suo padre. Una volta arrivati però, la ragazza non c'è e, entrando in casa, i due agenti rimangono scioccati dal fatto che, tutta la casa, è fatta e ricoperta di rame. Concluse le ricerche, Nick torna a casa dove però, Ariel ha rapito Juliette. Grazie l'aiuto di Monroe, Nick arriva alla tana di Ariel e Fred dove riesce ad uccidere Fred e a salvare Juliette insieme all'amico. Tutto sembra risolto e anche Ariel è morta nell'incendio.
Nick e Juliette stanno tornando a casa quando la ragazza confessa al compagno di non essere sicura di poter continuare così e Nick, ricordando le parole della zia, capisce che probabilmente deve lasciarla andare.
In quello stesso istante, dalla tana, Ariel esce incolume.
- Novella ispiratrice: I due fratelli
- Creature: Daemonfeuer
- Guest star: Danielle Panabaker (Ariel Eberhart), Daniel Baldwin (Jordan), Don Alder (Fred Eberhart), Daniel Knight (Dipendente della ferrovia)
- Citazione d'apertura: Said the dragon, "Many knights have left their lives here, I shall soon have an end for you, too," and he breathed fire out of seven jaws.
Disse Il drago, "Molti cavalieri han lasciato la loro vita qui, presto porrò fine anche alla tua." E spirò fuoco da sette fauci.

## L'isola dei sogni
- Titolo originale: Island of Dreams
- Diretto da: Rob Bailey
- Scritto da: David Greenwalt e Jim Kouf

### Trama
D'accordo con il capitano Renard, Adalind si reca dal droghiere Freddy Calvert, proprietario del negozio "Tè esotici e spezie" per procurarsi gli ingredienti necessari per far innamorare di sé Hank. Non appena la donna esce, nel negozio entrano due Skalengeck tossico dipendenti che, dopo aver rubato la droga "J", uccidono Freddy. Giunti sulla scena del crimine, l'agente Wu, Hank e Nick cominciano a guardarsi incontro e, tornati in commissariato, contattano Rosalee Calvert, sorella di Freddy. La donna, dopo aver capito che Nick è un Grimm, e dopo aver conosciuto Monroe, decide di collaborare con loro per scoprire chi abbia ucciso suo fratello. Rimasta sola in negozio, la donna ha un duro scontro con i due ladri grazie al quale riesce poi a fornire un identikit a Nick e alla polizia.
Hank intanto, accetta e mangia i biscotti di Adalind fatti con la pozione da lei preparata, che creano in lui un'ossessione nei confronti della donna. L'ultimo biscotto, rimasto incustodito sulla scrivania di Hank, però, viene mangiato dal sergente Wu che, giunto nel negozio di Rosalee per volere di Nick, crolla a terra affetto da una strana reazione.
Dopo non essere riusciti a prendere i due ladri a causa proprio dell'elisir di Adalind che distrae Hank, Nick corre al negozio dove, grazie ad un mix di erbe fatto da Rosalee, Wu riesce a salvarsi. Giunti a casa dell'agente, Nick grazie alla dipendenza che Rosalee aveva un tempo, riesce a prevedere le mosse dei due tossici e, insieme a Monroe, si reca sul luogo dove, come previsto, riesce a trovare i due e ad arrestarli.
Il caso è risolto ma Rosalee decide di rimanere in città, rendendo molto felice Monroe.
Juliette confessa a Nick di voler imparare a sparare, scombussolata da quanto successo e, in minima parte, toccata anche dal comportamento così premuroso dei vicini, ignara del fatto che dipende dalla natura di Nick.
Hank, a casa, comincia a soffrire di forti brividi e spasmi dovuti ad Adalind.
- Novella ispiratrice: La figlia della strega
- Creature: Skalengeck
- Special Guest star: Bree Turner (Rosalee Calvert)
- Guest star: Claire Coffee (Adalind Schade), Robert Blanche (Serg. Franco), Sean Cook (Joshua Hall), Randy Schulman (Freddy), Casey Vann (Cecil)
- Citazione d'apertura: "Soon he was so in love with the witch's daughter that he could think of nothing else. He lived by the light of her eyes and gladly did whatever she asked."
"Presto fu così innamorato della figlia della strega che non pensava ad altro. Viveva alla luce dei suoi occhi e faceva tutto ciò che lei desiderava."

## L'uovo d'oro
- Titolo originale: The Thing with Feathers
- Diretto da: Darnell Martin
- Scritto da: Richard Hatem

### Trama
Hank, ignaro del piano del capitano Reinard, riesce finalmente ad ottenere un appuntamento con Adalind.
Nick si prende un week end libero per passare del tempo insieme a Juliette e chiederle di diventare sua moglie. Durante la loro vacanza però, Nick e Juliette si imbattono in Tim e Robin una coppia con seri problemi coniugali. Nell'incontrarli, Nick riconosce in loro degli esseri soprannaturali che, grazie l'aiuto di Monroe e di Rosalee che sembrano essere sempre più intimi, identifica in un Klaustrich per Tim (una sorta di gatto selvatico) e un Seltenvogel per Robin (una rarissima gallina dalle uova d'oro). I due amici, spiegano a Nick che la donna sta covando un uovo d'oro che risiede nella sua gola al quale, sicuramente, Tim sta puntando. Stanca della situazione in casa, la donna architetta un piano di fuga con un suo amico il quale però, viene colto di sorpresa e ucciso da Tim che, su tutte le furie, porta con violenza la donna a casa. La scena avviene sotto gli occhi di Juliette e Nick che, rinunciando alla loro cena speciale, decidono di aiutare Robin. Nick corre in casa della coppia dove riesce a salvare la donna la quale, dopo aver capito che Nick è un Grimm, impaurita lo informa del fatto che lo sceriffo è il cugino di Tim, con il quale è d'accordo. Fuggiti nel bosco, Nick viene aiutato da Rosalee e Monroe che, telefonicamente, aiutano l'amico ad estrarre l'uovo dalla gola della donna. Dopo averla salvata, con l'aiuto di Juliette, Nick riesce ad arrestare i due uomini e a portare in salvo Robin. Tornati in casa, Nick e Juliette riescono finalmente a stare un po' insieme e, cogliendo l'occasione, Nick chiede alla donna di sposarlo ma lei, in risposta, rifiuta la proposta in quanto, per il momento, l'uomo sembra essersi chiuso in sé non permettendole di stargli accanto. Non aspettandosi quella risposta, Nick si alza con gli occhi in lacrime e le mani tra i capelli.
- Novella ispiratrice: L'usignolo
- Creature: Klaustreich, Seltenvogel
- Special Guest star: Bree Turner (Rosalee Calvert)
- Guest star: Claire Coffee (Adalind Schade), Azura Skye (Robin Steinkellner), Josh Randall (Timothy Steinkellner), Eric Riedmann (Gary Cardero), Michael Sheets (Peter), Tim Blough (Sceriffo Munson)
- Citazione d'apertura: "Sing my precious little golden bird, sing! I have hung my golden slipper around your neck."
"Canta, mio prezioso uccellino dorato, canta! Ho appeso la mia pantofolina d'oro attorno al tuo collo".

## Mal d'amore
- Titolo originale: Love Sick
- Diretto da: David Solomon
- Scritto da: Catherine Butterfield

### Trama
Renard incontra Woolsey, suo vecchio amico, e viene condotto con la violenza da Anton Krug. L'uomo è stato mandato dalla famiglia per prendere la chiave dei Grimm, stanchi di aspettare i metodi del Capitano. Le cose però, degenerano e Renard uccide i due uomini.
Hank invita a cena Juliette e Nick per far conoscere loro Adalind. Non appena però Nick la vede, ha una brutta reazione che lo porta a minacciarla. La cena viene interrotta da un'urgenza che porta Nick e Hank sulla scena dell'omicidio compiuto proprio da Renard. Qui, i due trovano un cellulare che poi, prontamente, Renard sistema per non farli arrivare a lui.
Intanto Adalind, spinta anche da sua madre Catherine, continua con il suo piano e, per ordine di Renard, lo porta a termine invitando Hank a cena.
Nick, parlando con Wu, si accorge che l'uomo ha qualcosa che non va e, dopo averlo portato in ospedale a causa di uno svenimento, scopre che l'amico ha cominciato a mangiare degli oggetti: dai bottoni ai balsami per labbra. Preoccupato soprattutto per Hank, Nick chiede aiuto a Monroe e Rosalee i quali, grazie ai libri di Freddie, scoprono che dietro l'ossessione di Hank e lo strano comportamento di Wu, c'è un incantesimo fatto da Adalind. Trovando poi l'antidoto, i tre riescono a salvare in tempo Wu ma, recatisi a casa di Adalind, scoprono di aver fatto tardi: dopo aver fatto l'amore con la ragazza infatti, Hank è entrato in una sorta di coma mentale. In quel momento, Nick riceve la chiamata di Adalind che gli chiede, al posto della vita di Hank, la chiave. Aiutato dai due fedeli amici, Nick si reca all'appuntamento conscio del fatto che, per riportare in vita Hank e uccidere Adalind è necessario il suo sangue. Lo scontro inizia e, dopo vari colpi, con uno stratagemma Nick riesce a farsi mordere da Adalind, iniettandole così il suo sangue. In quell'istante, la parte "Hexenbiest" della ragazza muore, lasciandola così solo umana e Hank si risveglia.
Priva dei suoi poteri, Adalind corre dalla madre che però, insieme a Renard, la caccia malamente.
Nick nella sua roulotte, scopre che la chiave lasciatagli dalla zia, nasconde una mappa.
- Novella ispiratrice: L'insalata magica
- Creature: Hexenbiest
- Special Guest star: Bree Turner (Rosalee Calvert)
- Guest star: Claire Coffee (Adalind Schade), Jessica Tuck (Catherine), Marti Matulis (Thomas Woolsey)
- Citazione d'apertura: "Forgive me for the evil I have done you; my mother drove me to it; it was done against my will."
"Perdonami per il male che ti ho fatto, mia madre mi ha spinto a farlo. È stato contro la mia volontà."

## Gatto e topo
- Titolo originale: Cat and Mouse
- Diretto da: Félix Alcalá
- Scritto da: Jose Molina

### Trama
Rosalee apre il negozio del fratello come al suo solito quando viene aggredita da un uomo che, poco dopo, si presenta come Ian Harmon, una sua vecchia conoscenza, nonché vecchia fiamma. Il ragazzo è ferito e, chiamando Monroe in aiuto, Rosalee riesce a medicarlo. Preoccupati per la sorte di Ian, Monroe e Rosalee decidono di chiamare Nick che, allo stesso tempo, sta indagando proprio alla sparatoria: Ian sembra infatti essere accusato di due omicidi. Nick accorre in aiuto di Monroe ma, una volta di fronte a Ian, cerca di arrestarlo per poi cambiare idea quando il ragazzo lo mette al corrente dei fatti per i quali la Verrat, una società di "pulizia", ha mandato un hundjäger, Edgard Waltz, per ucciderlo e fermare la ribellione. Credendo alle parole di Ian, Nick asseconda Rosalee nel cercare un passaporto falso per far sparire l'amico.
Mentre Nick osserva dei filmati lasciatigli in eredità, riceve la chiamata proprio di Edgard il quale lo vuole incontrare per una tregua. L'incontro avviene senza nessun risvolto a sorpresa e Nick, da buon poliziotto, mette al corrente Renard dei risvolti, ignaro del fatto che il Capitano conosce bene Edgard. Nel mentre, Waltz è riuscito a rintracciare Rosalee e a seguirla fino al suo negozio dove, sotto minaccia, le chiede di rintracciare Ian. Monroe, non sapendo cosa fare, chiama allora Nick che, arrivato al negozio riesce a salvare i suoi amici ma non riesce ad impedire ad Ian di uccidere Edgard. Così, mentre Nick fa scappare Ian, attonito di fronte al gesto del Grimm, Monroe porta via dal negozio il corpo di Edgard che, ritrovato dalla polizia, sembra chiudere il caso, data la scomparsa di Ian.
- Novella ispiratrice: Hans di ferro
- Creature: Hundjäger
- Special Guest star: Bree Turner (Rosalee Calvert)
- Guest star: Sebastian Roché (Edgar Waltz), Neil Hopkins (Ian Harmon)
- Citazione d'apertura: "'Perhaps some accident has befallen him,' said the king, and the next day he sent out two more huntsmen who were to search for him."
"Forse gli è accaduto un incidente, disse il Re. E il giorno seguente inviò altri due cacciatori alla sua ricerca."

## Il coraggio dei tassi
- Titolo originale: Leave It to Beavers
- Diretto da: Holly Dale
- Scritto da: Nevin Densham

### Trama
Aiutato da Monroe, Nick affina le sue capacità con le varie armi lasciategli in eredità dai suoi antenati, in particolare con la doppelarmbrust, una balestra a doppio arco, originariamente intesa per fermare i Blutbaden, caricata con due frecce, una ad elleboro, con effetto sedativo e l'altra con cicuta ad effetto letale, e con il kanabo.
Nel mentre, Arnold Rosarot, un mite "Eisbiber" , assiste all'omicidio di un imprenditore edile Eisbiber, Robert Grosszahn, per il quale lavora, per mano di un "Haesslich", tale Salvadore (Sal) Butrell, un mafioso locale, che come tutti gli Haessliche, chiede il pizzo sulla costruzione dei ponti. Avendo rifiutato di pagare il pizzo e minacciando di denunciarlo al Procuratore Distrettuale, Butrell annega nel cemento fresco il costruttore. Spaventato, il ragazzo chiama la polizia, ma alla centralinista non riesce a comunicare il proprio nome. Fuggendo urta dei tubi che lo fanno scoprire dall'Haesslich che lo insegue. Arnold riesce a stento a salvarsi e si rifugia da John, un suo amico.
L'indomani, Nick e Hank si occupano del caso e riescono a risalire ad Arnold grazie alla chiamata che il ragazzo ha fatto al 911. Mentre sono sulle tracce del ragazzo, i due si recano anche all'ufficio di Butrell, primo indagato per l'omicidio, a causa dei suoi trascorsi con la vittima. Di fronte a lui, Nick scopre che l'uomo è un "Haesslich" che, riconoscendo a sua volta in Nick un Grimm, decide di ricorrere ai Mietitori per farlo fuori.
Più tardi Juliette chiede a Nick di invitare a cena a casa loro Monroe che le ha salvato la vita, ma Nick tentenna. Incontrando infatti Monroe cerca di convincerlo a rifiutare l'invito a cena ma Monroe ritiene sia scortese. I due mettono a punto una storia per spiegare a Juliette come si sono conosciuti e in che rapporto si trovano senza svelare le loro vere identità. 
Nick scopre che Arnold è un "Eisbiber" e così, si reca da Bud il quale si presta molto volentieri ad aiutarlo. Portando con sé Nick alla "Tana", situata nei sotterranei di una diga, Bud spera di convincere tutta la sua comunità a collaborare con il Grimm per cambiare le cose ma, i suoi amici hanno troppa paura e decidono di non collaborare.
A Mannheim, in Germania, un tale Yannick, capo dei Mietitori, contattato da Butrell, invia a Portland due dei suoi uomini, Junckers e Slivitch, ad uccidere Nick nonostante l'avvertimento del capitano Renard. Giunti a Portland, i due Mietitori, non fidandosi di Butrell, lo rapiscono e lo pestano. Nel corso del pestaggio Nick chiama Butrell che lo invita ad un incontro "non ufficiale".
Poco dopo alla stazione di polizia si presentano Bud e John, con Arnold, che hanno convinto a collaborare: Sal viene arrestato. Per continuare a proteggerli, Nick accompagna i tre amici al loro rifugio ma, una volta arrivati, si rendono conto che qualcuno li ha seguiti e, dopo aver messo al sicuro John, Bud e Arnold, Nick si trova a combattere contro i due mietitori. Nel corso della lotta, Slivitch taglia per errore la testa a Junckers e viene poi ucciso da Nick che gli scaglia la fraccia caricata a cicuta in gola con la doppelarmbrust. Per seppellire i corpi, Nick chiama Monroe; quest'ultimo taglia la testa anche a Slivitch e infine invia per corriere a Yannick le due teste insieme a un biglietto: "la prossima volta manda i migliori". Nick si reca alla stazione di polizia per comunicare a Butrell, sorpreso di vederlo ancora vivo, di aver eliminato i suoi sicari.
L'indomani, tornando a casa, Juliette mostra a Nick tutti i regali che sono arrivati a casa loro: è la comunità degli "Eisbiber" che, felice dell'aiuto che Nick ha dato loro, lo stanno ringraziando in questo modo.
Dopo aver accettato l'invito, Monroe si presenta a cena da Nick e Juliette. Preoccupati a non far uscire la verità, Nick e Monroe inventano una storia sulla loro amicizia che, nonostante qualche contraddizione nelle rispettive versioni, la serata si conclude al meglio.
- Novella ispiratrice: Le tre capre di Billy il burbero
- Creature: Hasslich, Eisbiber
- Guest star: David Zayas (Salvadore Butrell), Henri Lubatti (Slivitch), Traber Burns (Robert Grosszahn), Yannick (David Loftus), Junckers (Chino Binamo).
- Citazione d'apertura: "Wait!" the troll said, jumping in front of him. "This is my toll bridge. You have to pay a penny to go across."
"Aspetta!" disse il troll, saltando davanti a lui. "Questo è il mio ponte a pedaggio. Devi pagare un penny per attraversare."
- Nota. Il titolo originale dell'episodio Leave It to Beavers è stato erroneamente tradotto in italiano Il coraggio dei tassi mentre beavers sono i castori. D'altronde i wesen protagonisti dell'episodio sono, di fatto, Eisbiber (=castori delle nevi).

## Le due figlie
- Titolo originale: Happily Ever Aftermath
- Diretto da: Terrence O'Hara
- Scritto da: David Greenwalt e Jim Kouf

### Trama
Bernard Aidikoff, un uomo d'affari autore di uno "Schema Ponzi", si spara in bocca per evitare l'arresto. Arthur Jarvis, che ha investito e perduto tutte le sue sostanze nello Schema Ponzi di Aidikoff, contatta l'amico Spencer Harrison, padrino della moglie Lucinda, sfogandosi con lui. I due si incontrano a casa di Jarvis e cercano di venire fuori dalla situazione. Spencer consiglia a Jarvis di rivolgersi a Mavis, matrigna di Lucinda, per chiederle un prestito che Mavis, però, rifiuta, nonostante Spencer le ricordi che se non fosse stato per il padre di Lucinda, lei sarebbe ancora a fare la parrucchiera. La sera, Jarvis sta sorseggiando un whisky cercando di capire come comunicare alla moglie che non hanno più un centesimo. Contemporaneamente, Mavis viene uccisa da una strana creatura dal volto di pipistrello che, emettendo un violento urlo ultrasonico, le fa esplodere orecchie, occhi e cervello. La donna precipita dalla balconata interna del primo piano nell'atrio della sua villa.
L'indomani, mentre Nick ed Hank arrivano sulla scena del crimine ed iniziano le indagini partendo dalle figlie della donna, Tiffany e Taylor, Juliette, preoccupata da un incubo che ha svegliato Nick riguardante la morte dei suoi genitori, inizia le proprie indagini in proposito. Proseguendo le ricerche, i due detective arrivano a casa Jarvis dove Nick nota subito che Spencer è un wesen che, grazie a Monroe, scoprirà essere un Murciélago. Nonostante le ricerche sembrino brancolare nel buio, Nick comincia a pensare che dietro tutto ci sia proprio Spencer. Intanto Taylor in auto chiede per telefono alla sorella Tiffany se non sia il caso di dare parte dell'eredità a Lucinda ma Tiffany, ritenendo che l'omicidio della madre abbia il significato di un ricatto, rifiuta. Lucinda va a trovare la sorellastra Tiffany, la quale sgarbatamente la manda via dicendole che da loro non avrà mai un soldo. Tiffany sale in auto ma Lucina si para davanti bloccandola. Va quindi in woge e la uccide con un urlo ultrasonico. Spencer giunge subito dopo e trova Tiffany morta al volante. Nick ed Hank arrivano subito dopo e trovano Spencer davanti all'auto di Tiffany. L'uomo che inizialmente si dichiara innocente, viene arrestato. Durante la sua confessione, l'uomo comunica a Nick ed Hank di aver ucciso lui le due donne con un urlo ultrasonico. Hank ovviamente non gli crede e gli dice che la carta dell'infermità mentale che sta cercando di giocare non funzionerà. Nick rimane solo in sala interrogatori con Spencer, il quale gli confessa che la sua dichiarazione aveva lo scopo di restare solo con lui perché ha capito che è un Grimm e Hank no. Gli dichiara che Lucinda è la vera responsabile dei due omicidi. Lei è una murciélago ma non è in grado di controllare i propri istinti. Il suo compito come padrino, fino a quel momento, è stato proprio quello di controllarla. Nick esce. Rimasto solo in sala interrogatori, Spencer va in woge e spacca i vetri con gli ultrasuoni e fugge, L'uomo cerca di raggiungere Lucinda a casa sua prima che raggiunga l'altra sorellastra Taylor, uccidendola e rimanendo unica erede delle sostanze di Mavis (52 milioni di dollari). Qui trova Jarvis con tre graffi alla guancia sinistra che gli spiega come abbia tentato di fermare inutilmente Lucinda, la quale inoltre gli ha confessato di non averlo mai amato. Spencer corre da Taylor. Nick telefona a Taylor per dirle di essere in pericolo di vita e di barricarsi in casa. La ragazza lo fa ma è tardi. Lucinda è già in casa. Mentre quest'ultima va in woge e dà inizio al suo urlo ultrasonico, Nick e Hank arrivano. Nick sfonda la porta e lascia Taylor in custodia di Hank. Insegue Lucinda ma la perde. Intanto arriva Monroe col suo Maggiolino e la Matraca. Nick vorrebbe rientrare in casa a stanare Lucinda ma Monroe lo dissuade consigliandogli di usare la Matraca. Monroe gira la manovella : vetri e specchi di casa vanno in frantumi e Lucinda per sfuggire all'insopportabile suono salta attraverso una finestra atterrando tra le braccia di Spencer intanto arrivato. Spencer, desolato per non essere riuscito a controllare Lucinda, la uccide con un urlo ultrasonico ma la ragazza, in un ultimo sussulto prima di morire, lo azzanna alla carotide e lo uccide. Per giustificare il tutto e chiudere il caso, Nick decide di usare la Matraca come mezzo grazie al quale i due vengono accusati di avere ucciso sia Mavis sia Tiffany. La porta così da Renard come arma del delitto.
Con l'aiuto di Juliette intanto, che ha contattato il vecchio detective ancora in servizio, che in passato si era occupato dell'omicidio dei Burckhardt, Nick scopre che, a distanza di un anno da quello che inizialmente era stato creduto un incidente, la polizia si era convinta dell'omicidio e aveva trovato quattro indiziati: Soledad Marquesa, Hans Roth e Ian Flyn, che sono già morti, e l'ultimo, ancora in vita: Akira Kimura. Nick inizia a indagare su di lui. 
- Novella ispiratrice: Cenerentola
- Creature: Murciélago
- Guest star: David Clayton Rogers (Arthur Jarvis), Amanda Schull (Lucinda Jarvis), Tom Wright (Spencer Harrison)
- Citazione d'apertura: "And they lived happily ever after."
"E vissero a lungo felici e contenti."

## Piedi grossi
- Titolo originale: Big Feet
- Diretto da: Omar Madha
- Scritto da: Alan DiFiore e Dan E. Fesman (soggetto); Richard Hatem (sceneggiatura)

### Trama
Dei ragazzi si ritrovano nel bosco alla ricerca di BigFoot ma, durante le loro ricerche, qualcosa va storto e i ragazzi vengono uccisi.
Nello stesso istante, un fattore nota che i suoi cavalli stanno fuggendo e, vedendo qualcosa muoversi, spara per spaventare la creatura. Trovando uno dei suoi cavalli feriti,, l'uomo chiama Juliette che, giunta sul posto, trova anche dei strani peli. Seguendo poi del sangue, Juliette e l'uomo arrivano ai cadaveri dei ragazzi dove, subito, accorre Nick e la sua squadra. Perlustrando il luogo, gli agenti trovano una ragazza che, sotto shock, dice di essere stata attaccata da BigFoot.
A casa Monroe, riceve la visita di un suo vecchio amico, Larry che, suo malgrado, non riesce a tornare umano.
Monroe chiama subito Nick che accorre a casa dell'amico: i due notano che Larry è l'uomo ricercato dalla polizia e, quando arrivano i cani vicino a casa di Monroe, l'uomo decide di inscenare un suo piano: indossando gli abiti di Larry, depista i cani ma, suo malgrado, si imbatte in Hank che rimane sconvolto dal vedere un essere così strano.
Tornato a casa, insieme a Nick, Monroe osserva inerme Larry morire e, insieme all'amico, porta il cadavere nel bosco dove poco dopo, verrà ritrovato dalla polizia che, accanto al corpo, trova anche uno strano arnese che Larry si era tolto dal collo poco prima.
La sera, un altro attacco di BigFoot colpisce due uomini uno dei quali però, nel difendersi, uccide la creatura.
Sotto consiglio di Monroe, Nick si reca dal dottor Brinkerhof, un Wildermann psicologo che aveva in cura Larry. L'uomo però, non dice niente di rilevante a Nick che decide di andarsene.
Le ricerche proseguono nonostante il ritrovamento dei due corpi e, grazie anche a Monroe, Nick scopre della morte di un terzo uomo e della presenza di un quarto distributori di farmaci.
In quell'istante, il dottor Brinkerhorf sta avendo una brutta reazione ai farmaci e, interrotto da Monroe, lo attacca per poi lanciarsi dalla finestra. Rincorso da Hank e Nick, il dottore si nasconde nel teatro dove viene ferito e ucciso da Hank che, vedendolo trasformare da Wildermann a uomo, rimane scioccato nonostante Nick non confermi la sua visione.
Il caso è chiuso e Monroe si trova a brindare al ricordo dei suoi amici mentre Nick, a casa, scopre che Juliette ha fatto delle analisi sui ritrovamenti che le fanno sorgere dei dubbi riguardo all'esistenza di creature soprannaturali.
- Novella ispiratrice: Gian Porcospino
- Creature: Wildermann
- Guest star: Roger Bart (Constantine Brinkerhof), Kenneth Mitchell (Larry McKenzie), Fulvio Cecere (Rinaldo)
- Citazione d'apertura: "He stripped off his skin and tossed it into the fire and he was in human form again."
"Si strappò la pelle e la gettò nel fuoco e riprese così la sua forma umana."

## La donna in nero
- Titolo originale: Woman in Black
- Diretto da: Norberto Barba
- Scritto da: David Greenwalt e Jim Kouf

### Trama
Un uomo, Nathaniel Adams, dopo aver scattato foto a Nick e Monroe, chiama Akira Kimura che, subito, lo raggiunge. Dopo avergli mostrato le foto di Nick, Monroe, Hank e del capitano Renard, Nathaniel informa Akira che uno tra loro ha le monete e, subito dopo, l'uomo viene ucciso. Giunti sul posto, Nick ed Hank recuperano alcune fotocamere tramite le quali risalgono alle foto. Preoccupati, i due agenti mandano il sergente Wu a casa del capitano dove, quest'ultimo, è tenuto ostaggio proprio da Akira che vuole le monete. Grazie all'intervento di Nick ed Hank, Akira fugge permettendo così al capitano di riconoscerlo e cominciare le sue ricerche.
Hank, ancora terrorizzato per le strane cose viste, torna a casa dove trova tutto a soqquadro.
Nick invece, torna a casa dove ad aspettarlo c'è Juliette la quale gli confessa di aver visto Adalind la quale le ha portato la sua gatta allo studio che l'ha graffiata. Terrorizzato, Nick vorrebbe portare la donna in ospedale ma Juliette, non capendo il comportamento dell'uomo, lo porta a raccontarle tutta la verità. Portata alla roulotte della zia, Juliette comincia a pensare che Nick sia impazzito e così, come ultima prova, Nick la porta da Monroe. Qui però, l'amico non fa in tempo a trasformarsi che Juliette sviene: i due la portano subito in ospedale dove però non gli sanno dire molto. Sapendo che dietro c'è Adalind, Monroe e Nick recuperata la gatta chiedono aiuto a Rosaline per capire cosa stia capitando a Juliette che intanto, in ospedale, si è risvegliata con gli occhi tutti neri.
Il sergente Wu intanto, è sulle tracce di Akira ma, arrivato alla sua stanza d'albergo, viene fermato da una donna vestita di nero e molto pericolosa.
Sospettando di trovare casa a soqquadro, Nick si prepara ad entrare con la sua arma ma, una volta visto Akira, non riesce a colpirlo. Capito che Nick è un Grimm, Akira lo attacca per arrivare alle monete ma il loro scontro viene interrotto dalla stessa donna in nero che ha fermato Wu: la donna riesce a colpire e mettere fuori gioco Akira. Tenuta sotto tiro da Nick, la donna lo chiama per nome e, sconvolto, non riesce a credere ai suoi occhi: quella è sua madre.
- Novella ispiratrice: Rosaspina
- Creature: Schakalen
- Special Guest star: Bree Turner (Rosalee Calvert)
- Guest star: Claire Coffee (Adalind Schade), Brian Tee (Akira Kimura), Scott Michael Morgan (Nathaniel Adams), Robert Blanche (Serg. Franco), Mary Elizabeth Mastrantonio (donna in nero)
- Citazione d'apertura: "It shall not be death, but a sleep of a hundred years, into which the princess shall fall."
"Non sarà morte, ma un sonno di cento anni in cui cadrà la principessa."